# Лоусон, Кара
Кара Мэри Лоусон (англ. Kara Marie Lawson; родилась 14 февраля 1981 года в Алегзандрии, штат Виргиния, США) — американская профессиональная баскетболистка, выступавшая в женской национальной баскетбольной ассоциации. Она была выбрана на драфте ВНБА 2003 года в первом раунде под общим пятым номером командой «Детройт Шок». Играла на позиции разыгрывающего защитника.

## Ранние годы
Кара родилась 14 февраля 1981 года в городе Алегзандрия (штат Виргиния) в семье Уильямса и Кэтлин Лоусон, у неё есть две сестры, Сьюзан и Мэри Кэтрин, а училась она немного западнее, в городке Спрингфилд, в Западной средней школе, в которой выступала за местную баскетбольную команду.